# Inis Mór
Inis Mór /ˌiniʃ ˈmoːr/ o Árainn /ˈɑːrənʲ/ o ancora Árainn Mhór (in inglese Inishmore, Aran o Aranmore) è la maggiore delle tre isole Aran, nella baia di Galway, Irlanda, oltre che la più occidentale e famosa.

## Toponomastica
Inishmore, il nome dell'isola più diffuso nel mondo e attualmente riconosciuto da tutti, fu creato dal governo britannico nel XIX secolo e adottato dal successivo governo irlandese indipendente, che ha coniato anche la versione gaelica Inis Mór. In precedenza l'isola si chiamava semplicemente Aran, come l'arcipelago di cui fa parte. Il nome completo era Aranmore (dal gaelico Árainn Mhór); talvolta viene usato anche oggi al posto di quello ormai più comune.
L'isola non va confusa con un'altra, Árainn Mhór, tradotta per non creare equivoci in inglese Arranmore, al largo delle coste del Donegal, anch'essa tra l'altro chiamata spesso Aran.
In irlandese Inis Mór significa "isola grande".

## Geografia e geologia

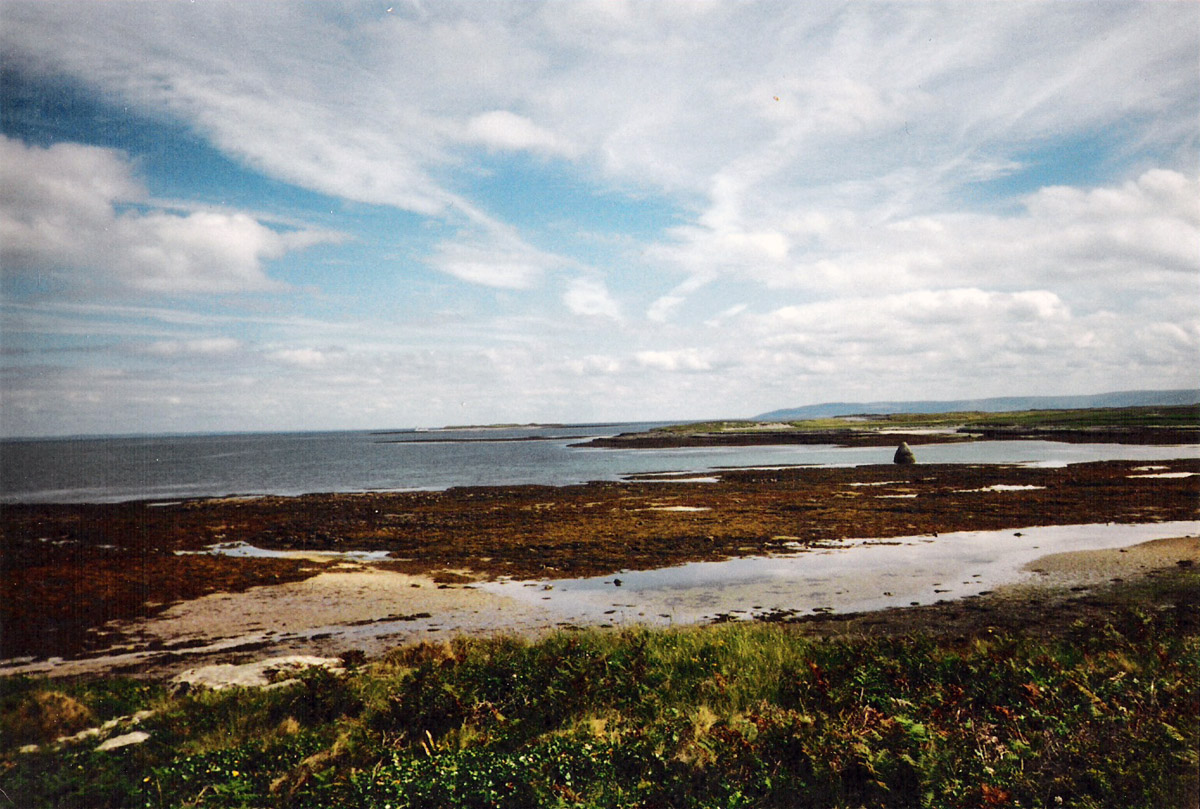
Scorcio della vasta spiaggia e insenatura vicino al piccolo aeroporto nella parte orientale di Inishmore.

Inis Mór è l'isola più grande e popolata (831 abitanti) dell'arcipelago. Si differenzia dalle altre due, grosso modo circolari, per essere invece di forma allungata e quasi parallela alla costa settentrionale della baia di cui fa parte.
Formata quasi essenzialmente da materiale calcareo, come le altre due isole Aran e come il Burren sull'isola d'Irlanda, ha due grosse spiagge nella parte orientale e una lunga zona costiera con particolarissime scogliere nella parte sud-occidentale, dove è situato anche il forte di Dún Aengus. Come nel Burren, la peculiare formazione calcarea che caratterizza Inis Mór presenta una flora variegata e unica, arricchita oltretutto dalla vicinanza del mare che crea suggestive formazioni di alghe e piante a seconda della marea.
Il villaggio principale e porto dell'isola è Cill Rónáin (270 abitanti).

## Monumenti e luoghi d'interesse

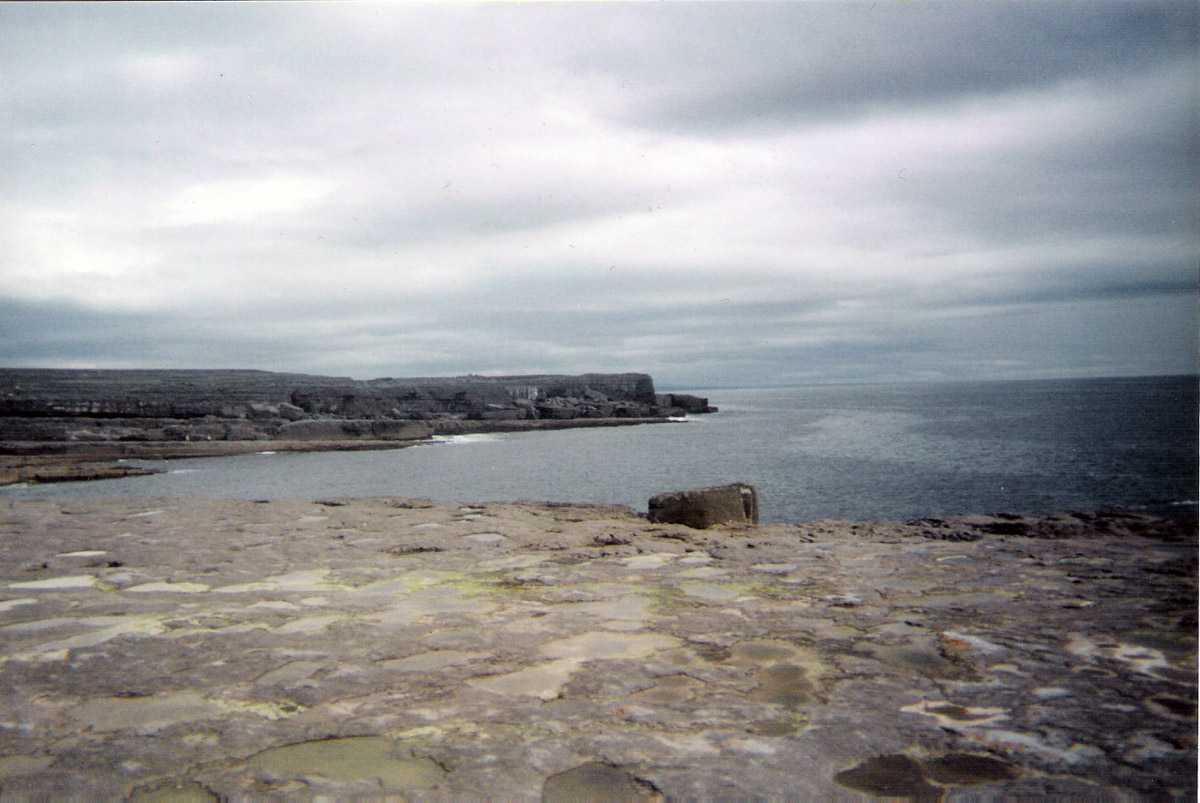
Zona pietrosa calcarea nell'area sud occidentale dell'isola, panorama dal Wormhole situato appena sotto.

Il principale luogo di interesse su Inis Mór è senz'altro il forte di Dún Aonghasa (Dún Aengus): costruito sulla parte più alta e suggestiva della scogliera a picco della costa sud-occidentale dell'isola, è il forte in pietra più grande e meglio conservato delle tre isole, formato da tre muri circolari e da grossi pilastri difensivi di pietra calcarea.
Altri forti ben preservati ed interessanti sono il Clan Umoir e il Black fort.
Poco sotto Dún Aengus c'è un tratto di scogliera molto particolare, chiamato Wormhole ("buco del verme"), formato da ampie grotte scavate dalla forza delle incessanti onde atlantiche.

## Turismo e trasporti
È servita quotidianamente da vari traghetti che partono da Ros a' Mhíl (Rossaveal), nel Connemara, ma anche da piccoli aerei provenienti da Inverin, poco distante da Rossaveal, essendoci un piccolo aeroporto nella parte orientale di Inis Mór.
L'isola può essere girata in bicicletta, in calesse o in piccoli bus predisposti per i turisti che visitano le principali località.

## Nella cultura popolare
Dall'isola prende il nome una traccia dell'album Novecento del gruppo Casa del vento, una canzone melodica nello stile della ballata.